# Gemeentehuis van Meerbeke
Het Gemeentehuis van Meerbeke is het voormalige gemeentehuis van de gemeente Meerbeke. Het deed dienst als gemeentehuis tot 1977, waarna de gemeente fuseerde met de stad Ninove. Het gebouw is gelegen aan de Gemeentehuisstraat 30.

## Beschrijving

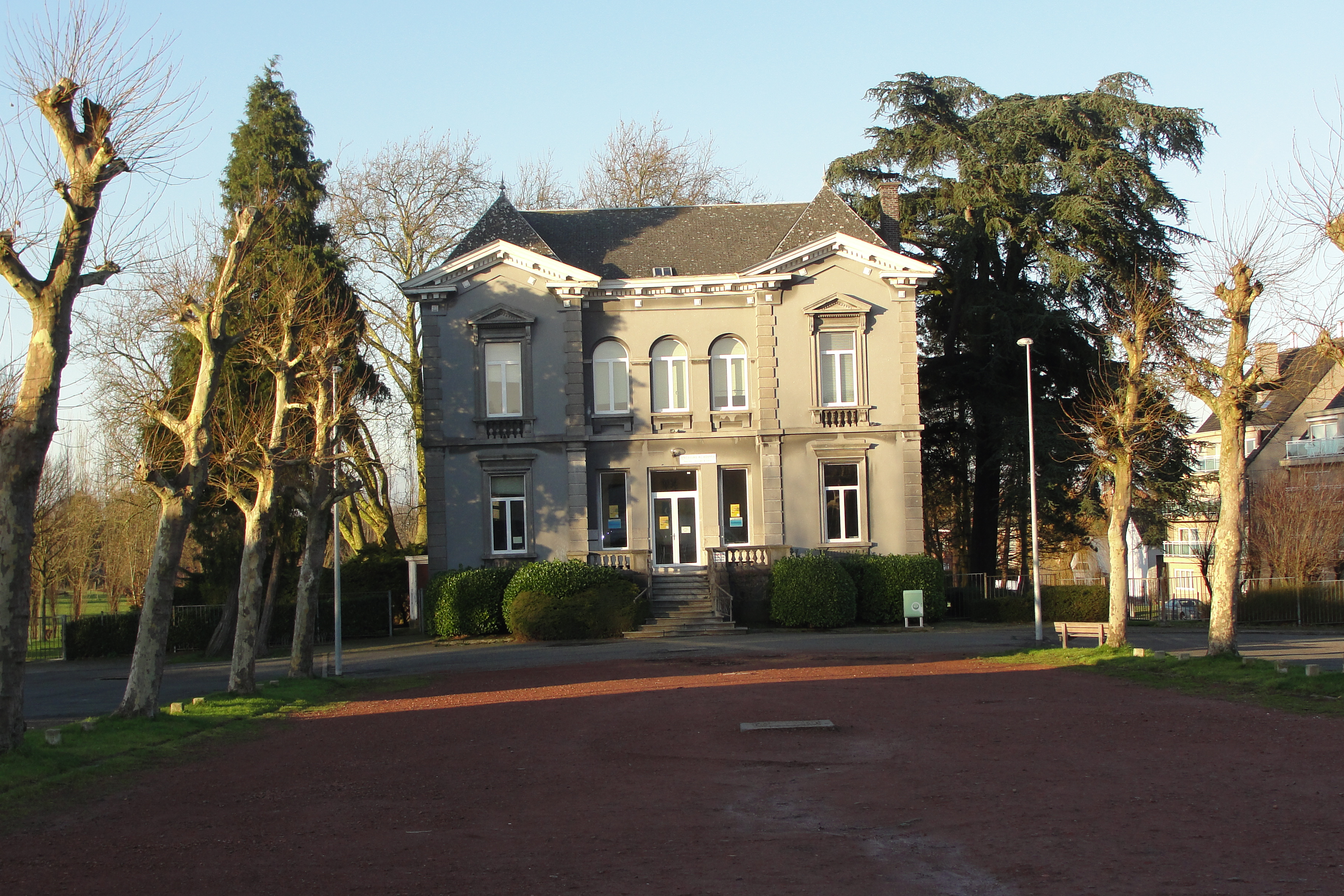
Gemeentehuis van Meerbeke

Het gebouw is een neoclassicistisch getint dubbelhuis. Het heeft vijf traveeën en twee bouwlagen onder een leien schilddak en dateert uit de tweede helft van de 19de eeuw. Het betreft een gecementeerd en geschilderd bakstenen gebouw met een verhoogde begane grond. De zijrisalieten worden geaccentueerd door geblokte hoekbanden en zijn afgedekt met onderbroken frontons en een kleine afgesnuite bedaking met een bolspits. De rechthoekige vensters zijn gevat in geprofileerde omlijstingen, waarbij de benedenvensters worden bekroond door een druiplijst en de bovenvensters onder een driehoekig fronton op consoles rusten. De lekdrempels en balustrades dienen als borstwering. In de middenpartij bevinden zich twee rechthoekige vensters aan weerszijden van de vleugeldeur met paneelverdeling, terwijl daarboven drie gekoppelde rondboogvormige vensters met penanten, uitgewerkt als pilasters, prijken. De gevel wordt beëindigd met een gekorniste kroonlijst met tandlijst op klossen. Aan de voorzijde leidt een bordes met een hardstenen balustrade en een centrale steektrap naar de ingang.

## Gebruik
Het gebouw wordt anno 2025 gebruikt als academie voor muziek, woord en dans in het deeltijds kunstonderwijs.